# Autobusna linija br. 269 u Zagrebu
Linija 269 (Borongaj – Sesvetski Kraljevec – Iver) prigradska je autobusna linija u Zagrebu.
Prometuje svaki dan na trasi: Borongaj – Ulica kneza Branimira – Ulica Roberta Škrnjuga – Dubrava – Zagrebačka cesta – Bjelovarska cesta – Sesvetska cesta – Selska cesta – Kobiljačka cesta – Dugoselska cesta – Iver (Ulica Mladena Halape → Ulica bedema ljubavi)
Od Borongaja do Sesveta prometuje kao brza linija, odnosno ne staje na svim stajalištima.
Povezuje Sesvetski Kraljevec, Kobiljak i središte Sesveta s tramvajsko-autobusnim terminalima Dubec i Borongaj. Također prolazi uz Donju Dubravu i Trnavu.
Produžena je do novoizgrađenog naselja Iver 13. rujna 2021. od bivšeg okretišta Sesvetski Kraljevec, danas stajališta Mladena Halape. Na mjestu okretišta danas se nalazi rekonstruirano križanje Dugoselske ceste i Ulice Mladena Halape.
Svaki dan postoji jedan noćni polazak na relaciji Dubec – Iver iz svakog smjera.